# Dmitrijewka (rejon gribanowski)
Dmitrijewka (ros. Дмитриевка) – wieś w Rosji, w obwodzie woroneskim, w rejonie gribanowskim. W 2010 liczyła 96 mieszkańców.